# Conchidium rhomboidale
Conchidium rhomboidale är en orkidéart som först beskrevs av Tang och Fa Tsuan Wang, och fick sitt nu gällande namn av Sing Chi Chen och Jeffrey James Wood. Conchidium rhomboidale ingår i släktet Conchidium, och familjen orkidéer. Inga underarter finns listade i Catalogue of Life.